# Supernowa Refsdala
Supernowa Refsdala (SN HFF14Ref) – supernowa typu Ia odkryta w 2014. Jest to pierwszy obiekt tego typu widziany wielokrotnie dzięki soczewkowaniu grawitacyjnemu i którego wybuch mógł być obserwowany wielokrotnie dzięki temu samemu zjawisku.

## Nazwa
Nazwa obiektu pochodzi od nazwiska norweskiego astronoma Sjura Refsdala, który w 1964 jako pierwszy zaproponował używanie zwielokrotnionych dzięki soczewkowaniu grawitacyjnemu obrazów supernowych do badania rozszerzania się Wszechświata.

## Odkrycie
Odkrycia dokonano w ramach programu Grism Lens Amplified Survey from Space (GLASS) analizującego zdjęcia zrobione przez Kosmiczny Teleskop Hubble’a. Odkrywcą był doktor Patrick Kelly z University of California, który 11 listopada 2014 „ku swojemu całkowitemu zaskoczeniu” zobaczył poczwórnie zogniskowany obraz supernowej.

## Charakterystyka
Z Ziemi widać zwielokrotniony, poczwórny obraz supernowej, co jest spowodowane zagięciem światła emitowanego przez supernową przez masywną gromadę galaktyk położoną pomiędzy Ziemią a supernową. Gromada galaktyk MACS J1149.6+2223 jest odległa o około pięć miliardów lat świetlnych od Ziemi, a leżąca za nią supernowa położona jest około 9,3 miliardów l.ś. od Ziemi. Supernowa należy najprawdopodobniej do typu Ia. Soczewkowanie obrazu supernowej nie tylko zwielokrotniło jej obraz, ale także znacznie ją rozjaśniło – jej obrazy są około 20 razy jaśniejsze, niż gdyby supernowa była oglądana bezpośrednio.
Zwielokrotniony, poczwórny obrazy supernowej tworzy rzadko spotykany Krzyż Einsteina. Wybuch supernowej pojawił się na niebie już trzykrotnie – w 1995, w 2014 i w 2015. Jest to spowodowane różnicą w czasie, z jaką na Ziemię dociera promieniowanie supernowej lecące ścieżkami zniekształconymi przez masywną gromadę galaktyk. Data ostatniego pojawienia została wcześniej obliczona teoretycznie i zjawisko rzeczywiście zostało zaobserwowane zgodnie z obliczeniami. Jest to pierwszy przypadek w historii astronomii, w którym udało się przewidzieć obserwację supernowej.

## Stała Hubble'a
W 2023 r., analizując soczewkowanie grawitacyjne supernowej Refsdala, wyliczono wartość stałej Hubble'a jako 66,6 (km/s)/Mpc.